# Edward T. Hall
Edward Twichell Hall, ameriški antropolog in sociolog, * 16. maj  1914, Webster Groves, Missouri, Združene države Amerike, † 20. julij 2009, Santa Fe, Nova Mehika, ZDA. 

## Življenje
Antropolog in medkulturni raziskovalec Edward Twichell Hall se je rodil leta 1914 v Webster Grovesu v zvezni državi Missouri. Učil je v Denverju, Koloradu, Vermontu, na Harvardu in v Illinoisu. Za kulturno dojemanje prostora se je začel zanimati med drugo svetovno vojno, ko je služil v Evropi in na Filipinih ter opažal težave, ki so nastopale v komunikaciji med pripadniki različnih kultur. Verjel je, da so za to krivi različni načini, na katere pripadniki različnih kultur dojemajo svet. Od 1933 do 1937 je preučeval indijanske rezervate v severozahodni Arizoni. Leta 1942 je na Columbii doktoriral iz filozofije in nato nadaljeval z raziskavami v Evropi, Aziji in na Bližnjem vzhodu. Skupaj z ženo, Mildred Reed Hall, sta objavila veliko knjig o medkulturni komunikaciji. Hall je umrl v Santa Feju v Novi Mehiki leta 2009.

## Delo
Hall velja za očeta znanstvenega proučevanja medkulturne komunikacije. Razvil je koncept t. i. proksemike (proxemics), plihroničnega in monohroničnega časa ter visoko- in nizkokontekstnih kultur, s katerim je razložil razlike med načini komuniciranja v različnih kulturah. Gre za kulturno specifične časovne in prostorske dimenzije, ki nas obdajajo, kot na primer razdalja, ki jo ljudje ohranjamo v specifičnih komunikacijskih kontekstih.
Proksemika opisuje prostor, ki si ga običajno vzamemo pri neposredni medsebojni komunikaciji. Ta prostor je Hall razdelil na intimni, osebni, socialni in javni prostor. Intimni prostor je rezerviran za spolnost in zelo osebne pogovore, osebni je namenjen prijateljem in znancem, socialni poslovnim stikom, javni pa javnim slovesnostim, govorom in predavanjem.
Visokokontekstne kulture uporabljajo več miselnih zvez, ki so povezane z informacijami, ki jih uporabnik prejme o dogodku in so vezane na pomen dogodka. Takšne kulture največ informacij pridobijo iz neposrednega poznavanja sporočevalca in okolja, zato ni pomembna le vsebina sporočila, temveč tudi barva glasu, mimika obraza ter vedenje sogovornika. Verbalnega izražanja je malo. Nizkokontekstne kulture vsebujejo malo miselnih zvez. Največ informacij je posredovanih v jasni obliki, saj imajo največji pomen besede in njihov pomen, mimika in barva glasu nista tako pomembni. Komunikacija je bolj neformalna in neposredna.
Hall je razvil tudi teorijo razširjenega prenosa, in sicer gre za to, da je stopnja človeške evolucije tako posledica ustvarjanja, kot tudi biologije.

## Knjige
- The Silent Language (1959)
- The Hidden Dimension (1966)
- The Fourth Dimension In Architecture: The Impact of Building on Behavior (1975, co-authored with Mildred Reed Hall)
- Beyond Culture (1976)
- The Dance of Life: The Other Dimension of Time (1983)
- Handbook for Proxemic Research
- Hidden Differences: Doing Business with the Japanese
- An Anthropology of Everyday Life: An Autobiography (1992, Doubleday, New York)
- Understanding Cultural Differences - Germans, French and Americans (1990, Yarmouth, Maine)
- West of the Thirties. Discoveries Among the Navajo and Hopi (1994, Doubleday, New York etc.)